# Водлозерский национальный парк
Водлозе́рский национальный парк — национальный парк, расположенный в России на территории Пудожского района Республики Карелии и Онежского района Архангельской области.

## Общие сведения
Общая площадь Водлозерского парка составляет 468,3 тысяч га, в том числе 130,6 тысяч — на территории Республики Карелии и 337,6 тыс. га в Архангельской области.
В заповедную зону парка (99,4 тыс. га) доступ посетителям запрещён. Особо охраняемая зона (185,9 тыс. га) предназначена для регулируемых организованных посещений. В зоне хозяйственного назначения (1,2 тыс. га) осуществляется хозяйственная деятельность, необходимая для обеспечения функционирования парка. Рекреационная зона (51,2 тыс. га) отведена для организации экологического туризма. Лесохозяйственная зона (54,1 тыс. га) отведена для лесовосстановления. Зона традиционного природопользования (76,3 тыс. га) выделена для поддержания системы традиционного природопользования местных жителей.

## История

### Водлозерье
Водлозерье — древнейший культурный район Русского Севера. Край был заселён человеком примерно 8-9 тысяч лет назад. На его территории находится множество археологических памятников, в том числе времён мезолита и неолита.
На смену саамским и финским племенам в X—XI веках пришли славянские племена, после чего край вошёл в состав Обонежской пятины Новгородской земли. После падения Великого Новгорода в XV веке край оказался «медвежьим углом». В XVII—XVIII веках сюда устремились от преследований старообрядцы. Здесь в Кожозерском монастыре долгое время обитал будущий патриарх Никон. Сохранилось 13 старинных часовен. Были здесь и деревни (боярщины), принадлежавшие новгородской боярыне Марфе Борецкой (известной как «Марфа-посадница»).
В начале XX века в Водлозерье насчитывалось 40 деревень с населением 2628 человек. По состоянию на 2005 год на территории Водлозерского парка находилось пять поселений, где проживало 547 человек. Также на территории парка действует Свято-Ильинская Водлозерская пустынь, расположенная в ансамбле Ильинского погоста.

### Национальный парк
Национальный парк был создан решением правительства Российской Федерации в апреле 1991 года для сохранения природного комплекса в бассейне озера Водлозера и реки Илексы. На сайте zapoved.ru утверждается, что площадь нетронутых лесов парка превосходит площадь всех лесов Западной Европы, вместе взятых.
В 2001 году решением ЮНЕСКО парку присвоен статус биосферного заповедника, первому в системе национальных парков России.

## Администрация парка
Дирекция и административный центр национального парка расположены в Петрозаводске. В деревне Куганаволок Республики Карелии находится администрация Водлозерского филиала, в городе Онега — администрация Онежского филиала.
Территория парка разбита на три лесничества:
- Водлозерское — центр в деревне Куганаволок
- Илекское — центр в городе Онега
- Пудожское — центр в посёлке Валдай

## Развитие

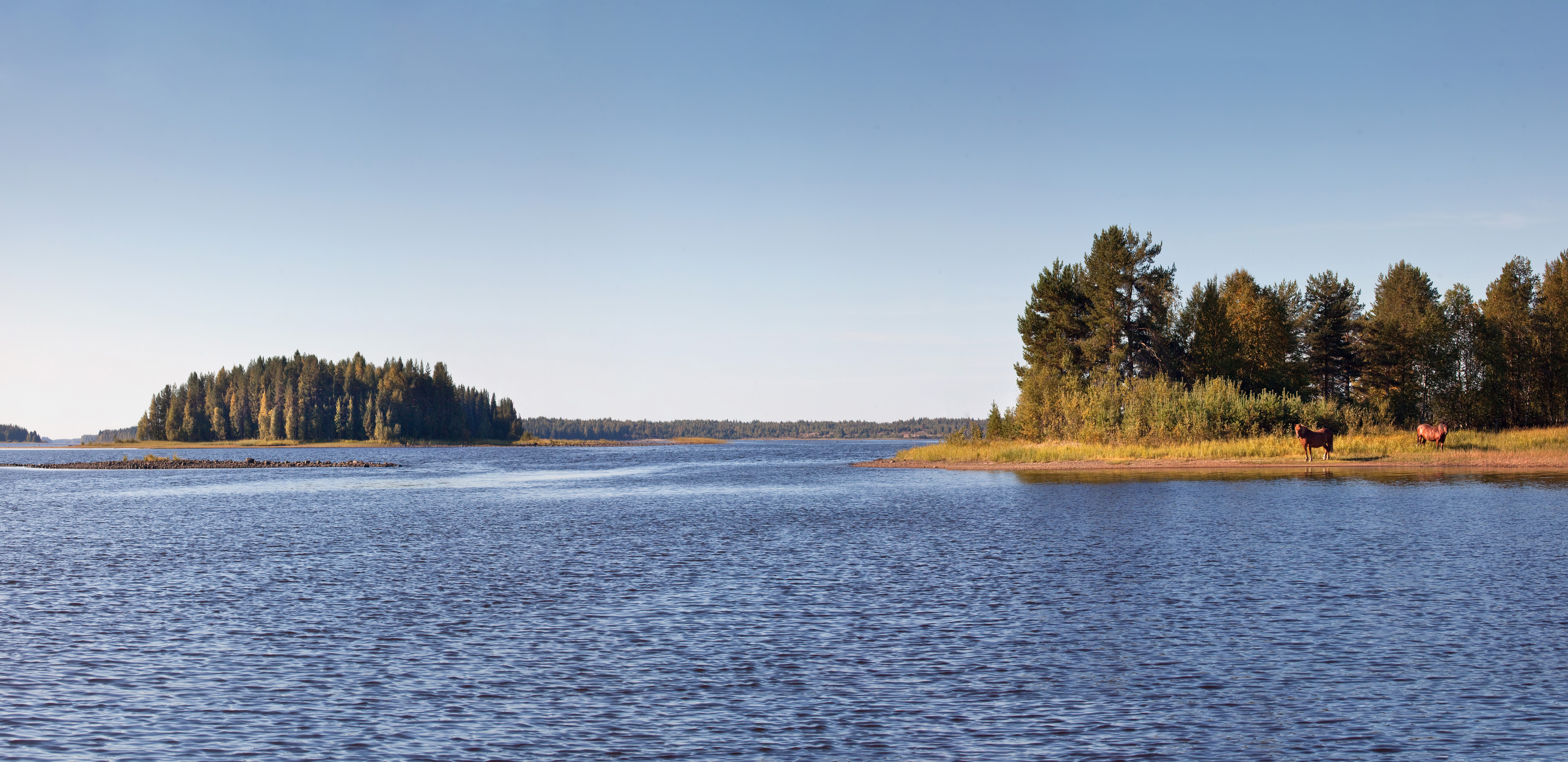
Лошади на берегу Водлозера

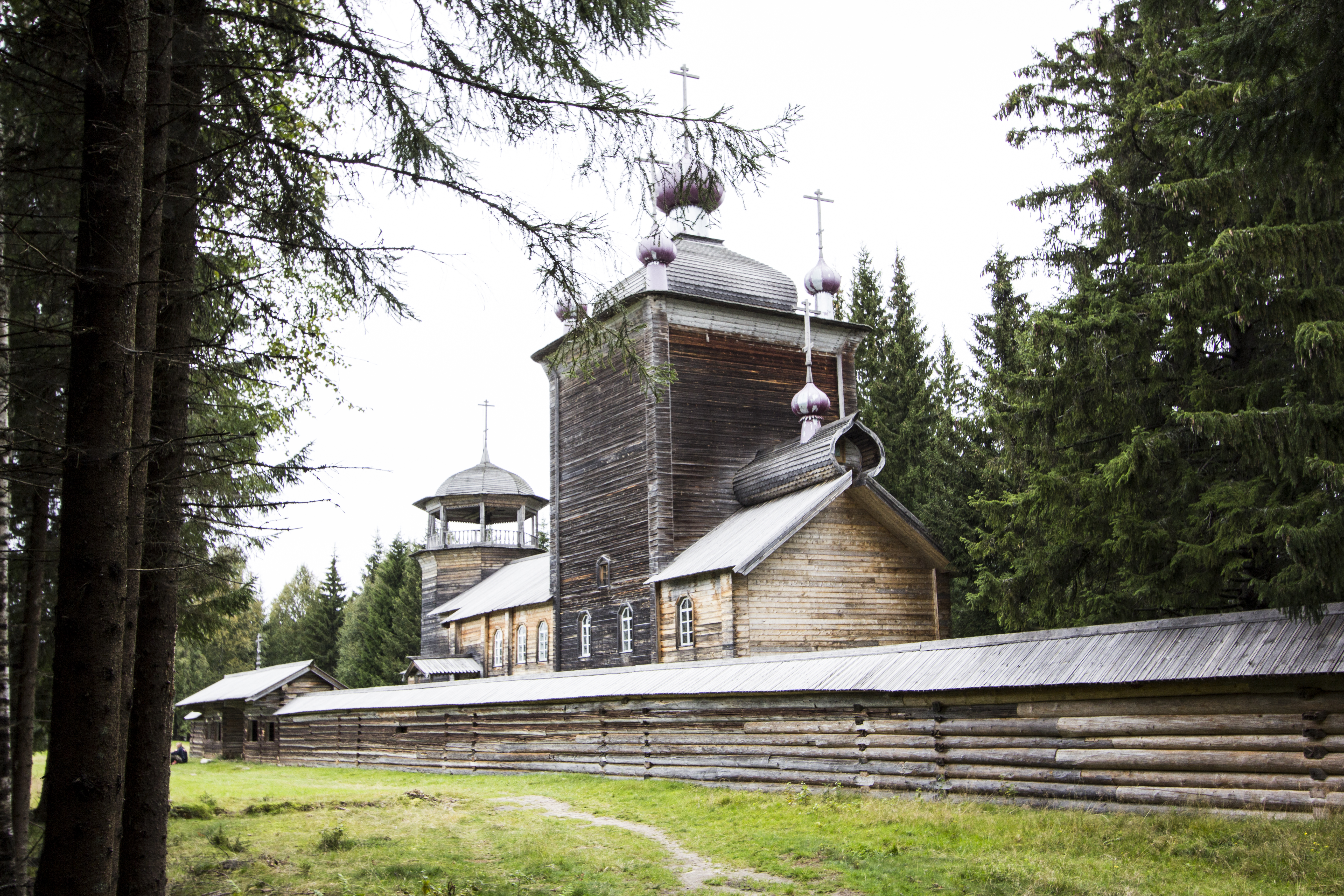
Ансамбль Ильинского погоста

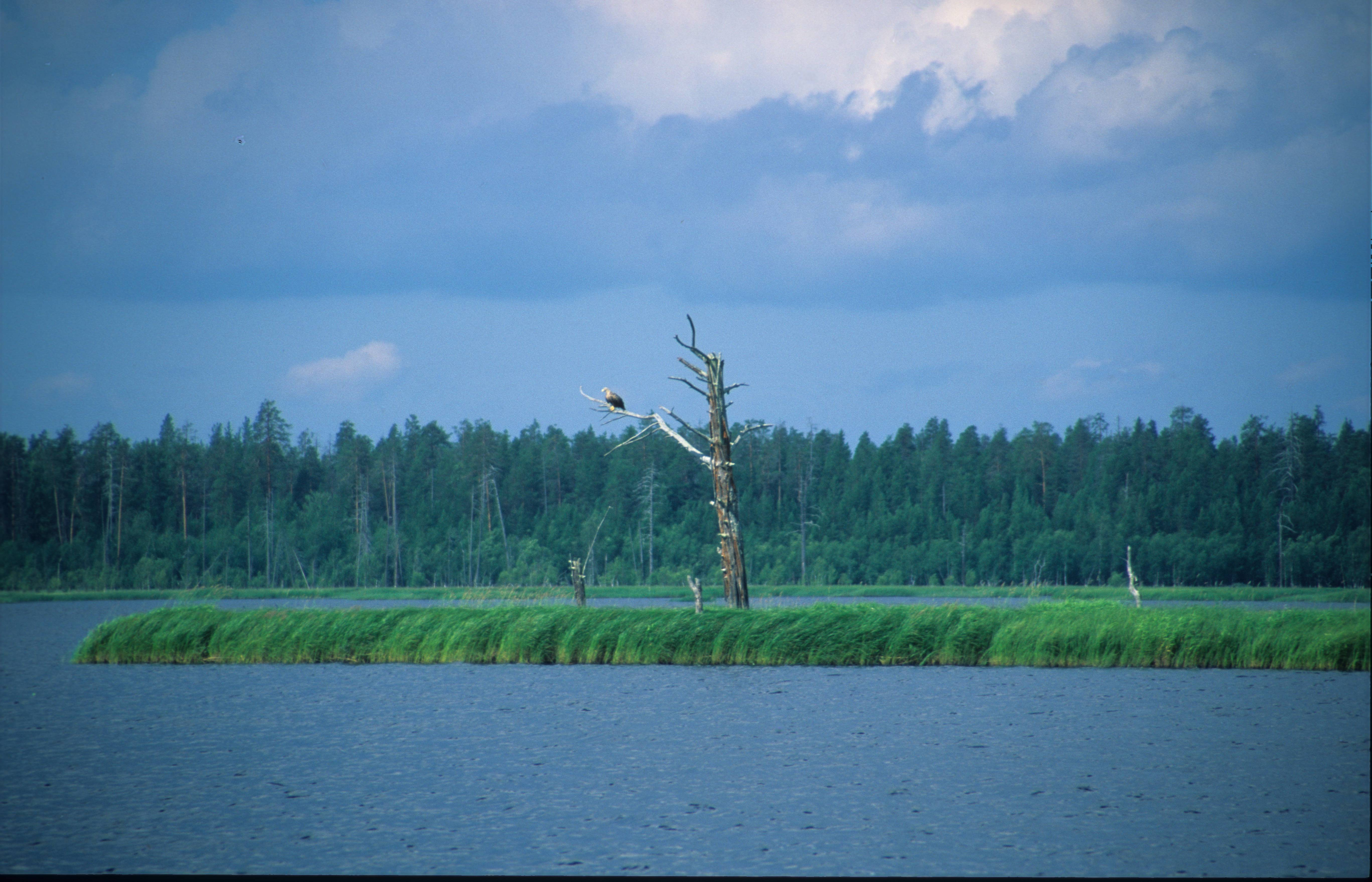

В Водлозерском парке впервые в России разработаны генеральный план и бизнес-план развития экотуризма, внедрены в практику международные принципы экотуризма.
Более десяти лет успешно действовала программа подготовки гидов-проводников для работы в дикой природе, которая реализовалась совместно с лесным отделением Ку́ру при колледже Тампере (Финляндия).
Ведутся научные исследования по трем направлениям:
- Изучение и сохранение биоразнообразия экосистем, флоры и фауны Водлозерского национального парка как эталона естественных таежных ландшафтов европейского Северо-запада России;
- Прошлое и настоящее населения Водлозерья и Поилексья;
- Святые и святыни Русского Севера: Поонежье, Каргополье, Водлозерье, Заонежье[9].